# Вуич, Эммануил Иванович
Эммануил Ива́нович Ву́ич (23 ноября 1849 — 18 октября 1930) — русский государственный деятель, директор Департамента полиции, сенатор.

## Биография
Православный. Из дворян Санкт-Петербургской губернии.
Окончил юридический факультет Санкт-Петербургского университета, с 1871 коллежский секретарь. Служил во 2-м отделении 3-го департамента Сената, с 1872 переведён в 1-е отделения 5-го департамента Сената. В 1874 титулярный советник и с 1875 товарищ прокурора Московского окружного суда, с 1877 коллежский асессор и с 1879 товарищ прокурора Петербургского окружного суда, с апреля по октябрь 1882 вр.и. о. прокурора Петербургской судебной палаты. С 1884 член Временной комиссии по фабричным делам при Петербургском градоначальнике, 1886 — коллежский советник. В 1890 статский советник и член Петербургского окружного суда, с 1894 прокурор Московского окружного суда, с 1895 действительный статский советник, а с 1896 и камергер Высочайшего двора. С 1897 председатель Тульского окружного суда, в 1901 переведён на должность прокурора Одесской судебной палаты.
С 9 ноября 1905 по 13 июня 1906 — директор Департамента Полиции
С 1906 — гофмейстер, сенатор, присутствующий во 2-м департаменте.
В эмиграции во Франции. Скончался в 1930 году в Монте Карло. Похоронен на кладбище Кокад в Ницце.

## Награды
- Орден Святого Владимира 4-й ст. (1882)
- Орден Святого Владимира 3-й ст. (1901)
- Орден Святого Станислава 1-й ст. (1903)
- Орден Святой Анны 1-й ст. (1909)